# Aladdin Records (USA)

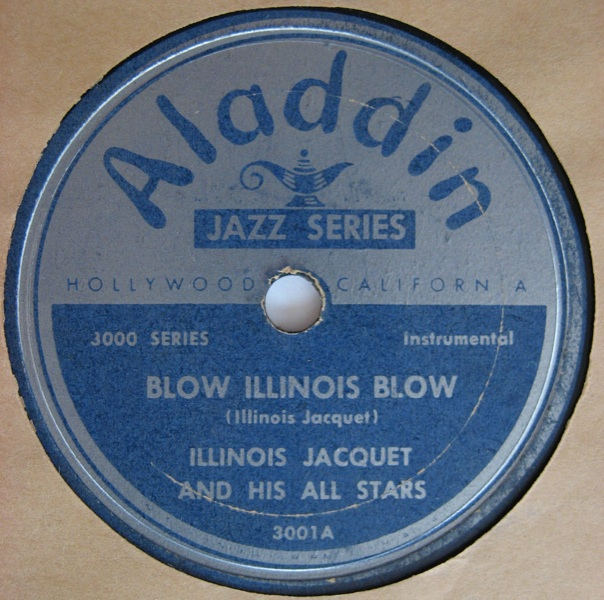
„Blow illinois Blow“ Aladdin Records 78-er Single von Illinois Jacquet

Aladdin Records ist ein US-amerikanisches Blues- und Jazzlabel, vor allem im Bereich des Rhythm and Blues und Swing.

## Geschichte des Plattenlabels
Aladdin Records wurde im Jahr 1946 von den Brüdern Eddie, Leo und Ira Mesner gegründet und hatte seinen Sitz in Hollywood. Zunächst nannte es sich Philo Records, dann wurde die Bezeichnung „Aladdin Records“ eingeführt.
Aladdin Records war bekannt für eine Reihe von Aufnahmen des damals sehr populären Rhythm-and-Blues-Stils und des frühen Rock ’n’ Roll; außerdem erschienen einige bedeutende Jazzaufnahmen auf dem Label, wie Titel von Coleman Hawkins,
Jay McShann, Illinois Jacquet oder die legendären Aladdin Sessions von Lester Young, die zwischen 1945 und 1947 von Leonard Feather produziert wurden.
Ergänzend zu den Aufnahmen, die in Los Angeles entstanden, wurden manche Aladdin-Aufnahmen in New Orleans von Cosimo Matassa eingespielt.
Der erste Titel, der für „Philo Records“ eingespielt wurde, war Flying Home von Illinois Jacquet, aufgenommen im Juli 1945.
Zu den Künstlern, die für Aladdin Records arbeiteten, gehörten Musiker und Sänger wie Louis Jordan, Shirley & Lee, Clarence "Gatemouth" Brown, The Five Keys, Lightnin’ Hopkins, Dave Bartholomew, Gene & Eunice, Wynonie Harris, Thurston Harris, Johnny Ace, Charles Brown, Nat „King“ Cole, Billie Holiday
und andere. 1954 starteten die Brüder Mesner das Sublabel Jazz'West zur Veröffentlichung von 10-Inch-Schallplatten
sowie das Klassik-Sublabel Orfeo.
Im Jahr 1960 wurde das Label an Lew Chudds Imperial Records verkauft und gehört heute zum Katalog von EMI.

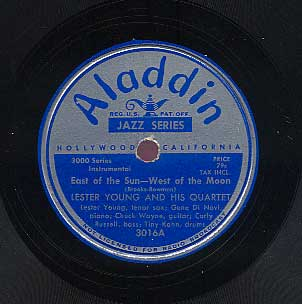
Lester Young: „East of the Sun (and West of the Moon)“, 78er der Aladdin-Session mit Gene DiNovi, Chuck Wayne, Curly Russell und Tiny Kahn vom 29. Dezember 1947

Es besteht unter dem gleichen Namen Aladdin Records ein Pop-Plattenlabel in Großbritannien.